# Giro del Belgio 1981
Il Giro del Belgio 1981, sessantacinquesima edizione della corsa e valida come evento UCI categoria CB.1, si svolse dal 20 al 24 aprile 1981, per un percorso totale di 917,6 km suddiviso in 5 tappe. Fu vinto dall'olandese Ad Wijnands che concluse il giro con il tempo totale di 25 ore, 18 minuti e 27 secondi, alla media di 36,25 km/h.

## Tappe
| Tappa  | Data      | Percorso                      | km    | Vincitore di tappa | Leader cl. generale |
| ------ | --------- | ----------------------------- | ----- | ------------------ | ------------------- |
| 1ª-1ª  | 20 aprile | Quiévrain (Cron. individuale) | 15,6  | Daniel Willems     |                     |
| 1ª-2ª  | 20 aprile | Quiévrain > Oreye             | 186   | Guido Van Calster  |                     |
| 2ª     | 21 aprile | Oreye > Athus                 | 197   | Ronny Claes        |                     |
| 3ª     | 22 aprile | Athus > Lembeek               | 232   | Sean Kelly         |                     |
| 4ª     | 23 aprile | Lembeek > Bredene             | 132   | Fons De Wolf       |                     |
| 5ª-1ª  | 24 aprile | Bredene (cron. a squadre)     | 13    | TI-Raleigh-Creda   |                     |
| 5ª-2ª  | 24 aprile | Bredene > Molenbeek           | 142   | Patrick Pevenage   | Ad Wijnands         |
| Totale | Totale    | Totale                        | 917,6 |                    |                     |

## Dettagli delle tappe

### 1ª tappa-1ª semitappa
- 20 aprile: Quiévrain – Cronometro individuale – 15,6 km

Risultati
| Pos. | Corridore        | Squadra     | Tempo  |
| ---- | ---------------- | ----------- | ------ |
| 1    | Daniel Willems   | Capri Sonne | 20'06" |
| 2    | Gerrie Knetemann | TI-Raleigh  | a 31"  |
| 3    | Gery Verlinden   | Boule d'Or- | a 33"  |

### 1ª tappa-2ª semitappa
- 20 aprile: Quiévrain > Oreye – 186 km

Risultati
| Pos. | Corridore         | Squadra       | Tempo    |
| ---- | ----------------- | ------------- | -------- |
| 1    | Guido Van Calster | Splendor      | 5h36'32" |
| 2    | Étienne De Wilde  | Splendor      | s.t.     |
| 3    | Fons De Wolf      | Vermeer-Thijs | s.t.     |

### 2ª tappa
- 21 aprile: Oreye > Athus – 197 km

Risultati
| Pos. | Corridore   | Squadra       | Tempo    |
| ---- | ----------- | ------------- | -------- |
| 1    | Ronny Claes | Capri Sonne   | 5h34'31" |
| 2    | Jan Bogaert | Vermeer-Thijs | s.t.     |
| 3    | Sean Kelly  | Splendor      | s.t.     |

### 3ª tappa
- 22 aprile: Athus > Lembeek – 232 km

Risultati
| Pos. | Corridore            | Squadra       | Tempo    |
| ---- | -------------------- | ------------- | -------- |
| 1    | Sean Kelly           | Splendor      | 6h03'06" |
| 2    | Joseph Jacobs        | Capri Sonne   | s.t.     |
| 3    | M. Van Der Slagmolen | Fangio-Sapeco | s.t.     |

### 4ª tappa
- 23 aprile: Lembeek > Bredene – 132 km

Risultati
| Pos. | Corridore            | Squadra       | Tempo    |
| ---- | -------------------- | ------------- | -------- |
| 1    | Fons De Wolf         | Vermeer-Thijs | 3h34'51" |
| 2    | M. Van Der Slagmolen | Fangio-Sapeco | a 3'15"  |
| 3    | Charles Jochums      | Masta         | a 3'30"  |

### 5ª tappa-1ª semitappa
- 24 aprile: Bredene – Cronometro a squadre – 13 km

Risultati
| Pos. | Squadra          | Tempo   |
| ---- | ---------------- | ------- |
| 1    | TI-Raleigh-Creda | 45'27"  |
| 2    | Capri Sonne      | a 36"   |
| 3    | Vermeer-Thijs    | a 1'27" |

### 5ª tappa-2ª semitappa
- 24 aprile: Bredene > Molenbeek – 142 km

Risultati
| Pos. | Corridore        | Squadra       | Tempo    |
| ---- | ---------------- | ------------- | -------- |
| 1    | Patrick Pevenage | Daf Trucks    | 3h48'03" |
| 2    | Rudi Matthys     | Fangio-Sapeco | a 40"    |
| 3    | Gerrie Knetemann | TI-Raleigh    | s.t.     |

## Classifiche finali

### Classifica generale
| Pos. | Corridore        | Squadra       | Tempo     |
| ---- | ---------------- | ------------- | --------- |
| 1    | Ad Wijnands      | TI-Raleigh    | 25h18'27" |
| 2    | Ronny Claes      | Capri Sonne   | a 2"      |
| 3    | Gery Verlinden   | Boule d'Or    | a 3"      |
| 4    | Jan Bogaert      | Vermeer-Thijs | a 9"      |
| 5    | Jostein Wilmann  | Capri Sonne   | a 11"     |
| 6    | Aad van den Hoek | TI-Raleigh    | a 39"     |
| 7    | René Martens     | Daf Trucks-   | a 1'13"   |
| 8    | William Tackaert | Daf Trucks-   | a 1'15"   |
| 9    | Sean Kelly       | Splendor      | a 1'26"   |
| 10   | Willy Vigouroux  | Safir         | a 3'34"   |

### Classifica a punti
| Pos. | Corridore    | Squadra       | Tempo |
| ---- | ------------ | ------------- | ----- |
| 1    | Fons De Wolf | Vermeer-Thijs | ?     |

### Classifica a squadre
| Pos. | Squadra          | Tempo |
| ---- | ---------------- | ----- |
| 1    | TI Raleigh-Creda | ?     |